# Licor 43
A Licor 43 vagy más néven, a 43-as szám spanyol nevéből Cuarenta y Tres egy 20. század óta gyártott, ma a világ számos országában forgalmazott spanyol likőr. Neve onnan származik, hogy 43-féle összetevőt tartalmaz. Fő alapanyagai különféle gyümölcsök (köztük citrusfélék), jellemző rá a vaníliás aroma, de a pontos recept nem nyilvános. A Zamora Társaság nevű családi vállalkozás gyártja.

## Története
A gyártó honlapján megemlíti, hogy a dél-kelet-spanyolországi Cartagenában, pontosabban annak római kori elődjében, Carthago Novában a helyi lakók már készítettek egy hasonló, aranyszínű, Mirabilis („csodás”) nevű italt helyi gyümölcsökből és fűszerekből, amelyet azonban a rómaiak betiltottak, így csak titokban lehetett tovább gyártani. Ez azonban lehet, hogy csak egy újkori keletkezésű „legenda”. Az sem egyértelmű, hogy a 20. században ki és mikor kezdte el a gyártását: többhelyütt csak az olvasható, hogy a 20. század első felében kezdődött a gyártása, és a cartagenai Zamora család 1946-ban vásárolta meg a márkát, de van, ahol az szerepel, hogy a Licor 43-at 1924-ben kezdte készíteni Diego Zamora.
A Licor 43 a 20. század első felében gyorsan elterjedt Murcia tartományban és térségében, majd 1950-től kezdve már az egész ország legnagyobb mennyiségben forgalmazott likőrje lett. 2014-ben már a világ 80 országában volt kapható, amellyel a spanyol eredetű hasonló termékek között rekordernek számít.